# José Luis Bueno
José Luis Bueno (Nezahualcóyotl, 8 dicembre 1969) è un ex pugile messicano.
È stato campione WBC dei superpiuma.
Ha iniziato la sua carriera nel giugno 1987, perdendo contro Miguel Banda.